# Термокожух

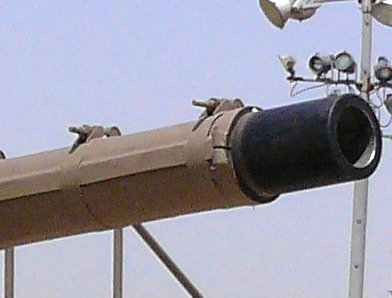
Термальний кожух

Термокожух це пристрій який знаходиться по всій довжині ствола на гарматах великого калібру, зазвичай зустрічається на сучасних танках. Основним завдання кожуха є підтримання постійної температури ствола гармати для уникнення вигину ствола через теплове розширення яке виникає через різницю температур.
Спочатку як кожухи використовували звичайні ізоляційні матеріали. Вони захищали від сонячного світла або вітру запобігаючи нерівномірному нагріву або охолодженню ствола з різних боків, що викликає теплові деформації (вигин або опущення), зменшуючи точність.  Більш сучасні варіанти містять концентричні внутрішні і зовнішні ізолюючі втулки з зазором між ними.  Було створені кожухи які можна було знімати і використовувати з запасними стволами.  Існую варіанти кожухів які зменшують тепловий і радіолокаційний силует танка збільшуючи непомітність.

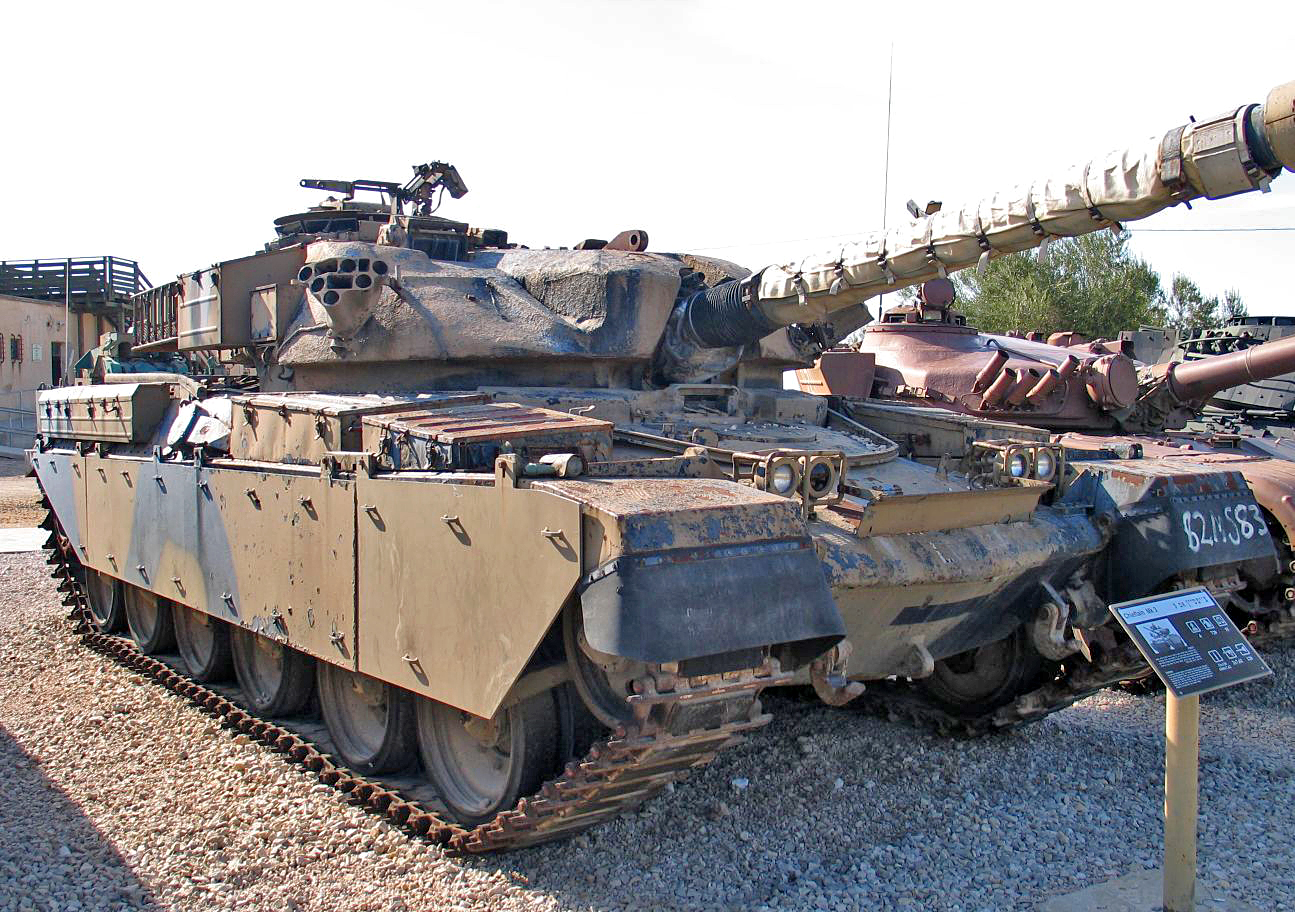
Тканинний термокожух танка Chieftain

Першою гарматою яка використовувала термокожух стала гармата Royal Ordnance L11 яка була встановлена на танк Чіфтен.